# Кортелайнен, Карл Ефремович
Карл Ефремович Кортелайнен (1 апреля 1930 – 3 мая 2020, Москва) — деятель советских спецслужб, генерал-лейтенант в запасе. Бывший руководитель КГБ в ЭССР (в 1982 — 1990 гг.).
Депутат Совета Национальностей Верховного Совета СССР 11 созыва (1984 — 1989) от Эстонской ССР.

## Биография
Родился 1 апреля 1930 году в селении Малая Эстония Западно-Сибирского края, в семье эстонских переселенцев.
Службу в органах КГБ начал в 1948 году пограничником на советско-китайской границе, служил заместителем начальника погранзаставы. Восемь лет прослужил начальником штаба, а затем начальником войск Дальневосточного и с 1979 года —  Забайкальского пограничных округов. Был членом Совета при начальнике Управления КГБ СССР в Читинской области.
В 1960 году окончил Военный институт КГБ при Совете министров СССР. В 1974 году окончил Военную академию Генерального Штаба ВС СССР имени К. Е. Ворошилова.
С 1982 по 1990 гг. — находился на должности председателя КГБ Эстонской ССР, сменив в этой должности А. Порка. После ухода в отставку с должности его сменил Рейн Силлар.
В 1990 — 1991 гг. был первым заместителем начальника пограничных войск КГБ СССР. С августа 1991 года в запасе.
Жил в Москве. Умер 3 мая 2020 года. Похоронен на Троекуровском кладбище .

## Знаки отличия (год награждения)
- Орден Октябрьской Революции (1985)
- Орден Красной Звезды (1977)
- медали

## Статьи
- "Умер бывший председатель КГБ ЭССР Карл Кортелайнен"
- Биография К.Е.Кортелайнена в «Энциклопедии Забайкалья».
- Статья "Верой и правдой"